# 海翁礁
海翁礁，為台灣澎湖縣望安鄉的一個島嶼。島嶼位置在望安鄉將軍澳嶼西南側東勢半島的南方約500公尺的海上，乾潮時面積約0.1公頃。
海翁礁並未被列入的2005年澎湖縣島嶼數量研究案中的90島中，但已達到國際海洋法公約對於島嶼的標準（四面環水並在高潮時高於水面的自然形成的陸地區域）。